# تنصيب الخليفة
تنصيب الخليفة أو تقاليد البيعة هو نسق من المراسم الجليلة والإجراءات المهيبة التي جرى عليها العمل في دار الخلافة الإسلامية، إذ كان يُستهلّ بإعلان البيعة العامة، حيث يجتمع وجوه الأمة وأعيانها ليعقدوا الولاء للخليفة المختار، وفقًا لمقتضيات السياسة الشرعية.

## فرق إسلامية
بعد وفاة النبي محمد، كان لزامًا على المسلمين أن يختاروا خليفة للنبي محمد، يكون قائمًا بشؤون الأمة، مستمدًا شرعيته من النصوص الإسلامية. وما إن بلغهم نبأ الوفاة، حتى اجتمع جملة من الصحابة في سقيفة بني ساعدة، يتشاورون فيمن يلي أمرهم، فاستقر رأيهم على مبايعة أبي بكر. في ذلك الحين، كان علي مشتغلًا مع أهل بيت النبي بمراسم التشييع والمواراة، فلم يحضر اجتماع سقيفة بني ساعدة. وكان هذا الحدث فاتحة انقسام المسلمين إلى ثلاث فرق كبرى:
1. السنة: وهم الذين ارتضوا الشورى نهجًا، وقبلوا بما جرى في سقيفة بني ساعدة.
2. الشيعة: وهم الذين استندوا إلى حديث الغدير، الذي ألقاه النبي محمد في آخر حجة الوداع، معتبرين إياه نصًّا صريحًا في استخلاف عليّ. واستدلوا على ذلك بغياب علي عن سقيفة بني ساعدة.
3. الخوارج: وهم الذين ظهروا في أواخر حرب صفين، إذ لما بلغ جيش علي خيمة معاوية، رفع الأخير المصاحف على أسنّة الرماح، توقف علي فساور فئة من جيشه الشك، وارتابوا في الأمر، فخرجوا على علي ومعاوية معًا، مؤمنين بوجوب الخروج على الحاكم إذا خالف نصوص الإسلام أو كان في ذلك مصلحة لعموم المسلمين.

## التنصيب
تنصيب الخليفة يجري وفق ست خطوات متتابعة، جرت عليها سُنّة الإسلام في عهود الخلافة:
1. الاختيار: وهو مبتدأ الأمر، إذ كان شورى بين خاصة المسلمين، فاختير أبو بكر، ثم صار استخلافًا، حيث عهد أبو بكر بالخلافة إلى عمر. ثم عاد الأمر إلى الشورى بين الخاصة، فوقع الاختيار على عثمان. ثم غدت الشورى أوسع نطاقًا، فشملت عامة المسلمين، فاختاروا عليًّا. إلا أن الخلافة ما لبثت أن انتقلت إلى معاوية بعد أن نازع عليًّا، ثم ابنه الحسن. غير أن معاوية غيّر في نهج الاختيار، فصارت الخلافة إرثًا بين أبناء الخلفاء المسلمين، وأقرب للإمبراطوريات، ولكن ظلت هذه الإجراءات متبعة شكليًّا لتثبيت شرعية الخليفة.
2. الدعوة إلى الخليفة: يجتمع الناس في المسجد الرئيس بالعاصمة، فيتقدم أحد الأعيان أو أصحاب المناصب الجليلة في الدولة، فيخاطب المدعو للخلافة، ويشهد على عدله وصلاح أمره أمام الملأ، ثم يسأله القبول بها، ويطلب من الناس مبايعته.
3. البيعة: وهي أن يمدّ الناس أيديهم إلى الخليفة المختار، فيصافحونه مبايعةً له على الطاعة في المعروف. والذين تجب بيعتهم هم أهل الحل والعقد، وأهل الاختيار من علماء الأمة وقادتها، وأهل الشورى وأمراء الأمصار، وأما سائر الناس، وعامتهم فيكفيهم دخولهم تحت بيعة هؤلاء، ولا يمنع العامة من البيعة بعد بيعة أهل الحل والعقد، إن أرادوا. وقد يُهدى الخليفة سيفًا وخلعة وراية العقاب، وقد يرتدي عمامةً أو شربوشًا.
4. صعود المنبر: يعتلي الخليفة المنبر، فيخطب في الناس خطبة العهد والولاية، وقد جرت الخطب على أن تكون في سمت اللين والرفق، داعيةً إلى العدل وحسن السيرة في الحكم. وعادةً تتلوها صلاة الظهر، فيصلي الخليفة بهم إمامًا أو معهم مأمومًا.
5. بيعة أقاصي البلاد، وخطب الولاة: وهي مرحلة تأتي عقب البيعة الأولى بالعاصمة، فإذا كان الوالي جديدًا، وجب عليه أن يتوجه إلى المسجد، ويركب المنبر، ويعلن نفسه واليًا للخليفة، ويقرأ على الناس كتاب ولايته، مبينًا لهم أوامر الخليفة ووصاياه. أما إن كان من الولاة القدماء، فيخطب في الناس مذكرًا بعهود الطاعة وواجبات الرعية، مجددًا ولاءه للخليفة. وقد يتولى الخليفة بنفسه أخذ البيعة في الأقاليم، أو الأغلب أن ينوب عنه ولاته ونوابه.
6. الدعاء له: فإذا استُوفيت هذه الخطوات، اكتملت شرعية الخليفة، وصار وليّ الأمر، فيُدعى له باسمه في الخطب على منابر المساجد في سائر الأمصار، وتُسك العُملات باسمه أو شعاره.[3]

## قائمات الخلافات الإسلامية
هذه قائمة تضع كل الخلافات الإسلامية، بعد دولة النبي محمد:
| الرقم | الخلافة                                         | تاريخ التأسيس | تاريخ الزوال | سبب الزوال |
| ----- | ----------------------------------------------- | ------------- | ------------ | --- |
| 1     | الخلافة الراشدة                                 | 632 م         | 661 م        | حروب معاوية مع علي، ثم مع ابنه الحسن، وما أعقبها من صلح بين الحسن ومعاوية، الذي اشترط فيه الحسن أن تعود الخلافة شورى بين المسلمين عقب وفاة معاوية، وألا تُجعل إرثًا يُورَّث. وهو ما استنكره الجاحظ في كتابه إمامة معاوية.                 |
| 2     | الخلافة الأموية                                 | 661 م         | 750 م        | الثورة العباسية من المشرق، وملاحقة الأمويين |
| 3     | الخلافة العباسية: عصر السيطرة الحقيقية          | 750 م         | 821 م        | ضعف الخلافة العباسية بعد فتنة الأمين والمأمون وسيطرة الأتراك على الخلافة العباسية |
| 4     | الخلافة العباسية: عصر الدويلات الصغيرة المستقلة | 821 م         | 1258 م       | اجتياح المغول لبغداد |
| 5     | الخلافة العباسية: تحت ظل المماليك               | 1261 م        | 1571 م       | انتزاع العثمانيين للقب |
| 6     | الخلافة العثمانية                               | 1571 م        | 1922 م       | سقوط الخلافة العثمانية بعد خسارتها في الحرب العالمية الثانية |
| 7     | الخلافة الأموية الأندلسية: عصر السيطرة          | 929 م         | 976 م        | اختيار الحكم المستنصر بالله ابنه الوحيد، الطفل هشام المؤيد بالله، لخلافته، ما أدى إلى استغلال رجال الدولة مثل الحاجب جعفر بن عثمان المصحفي وصاحب الشرطة محمد بن أبي عامر، صغر سنه وضعف قدرته على إدارة الحكم، وفرض وصاية على الخليفة |
| 8     | الخلافة الأموية الأندلسية: عصر الشكلية          | 976 م         | 1031 م       | حرب أهلية بين الأمويين والبربر والحموديين على حكم الأندلس، وانقسامها لدويلات سُميَت بإمارات الطوائف |
| 9     | الخلافة الفاطمية                                | 909 م         | 1171 م       | حروب الفرنجة، والاستيلاء الأيوبي، وملاحقة الفاطميين |
| 10    | الخلافة الزبيرية                                | 683 م         | 693 م        | قتل الحجاج الثقفي لعبد الله بن الزبير داخل أسوار المسجد الحرام |
| 11    | الخلافة المُوحدية                                | 1121 م        | 1269 م       | اغتيال الخليفة إدريس الواثق |
| 12    | الخلافة الشريفية                                | 1924 م        | 1925 م       | سقوط مملكة الحجاز |

### الأقل شهرة
- خلافة صكتو
- خلافة حمد الله
- حركة الخلافة

## منمنمات في تلقي البيعة

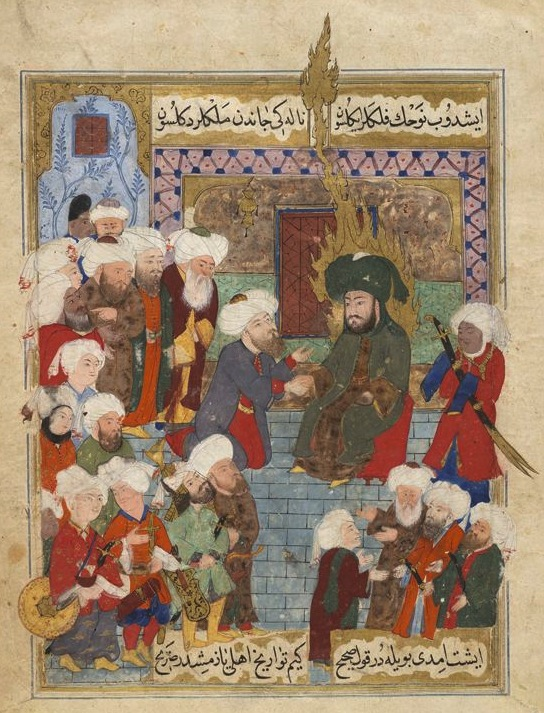
علي يتلقى البيعة، صفحة من مخطوطة للكاتب والشاعر الصوفي العثماني اللامي، أواخر القرن السادس عشر
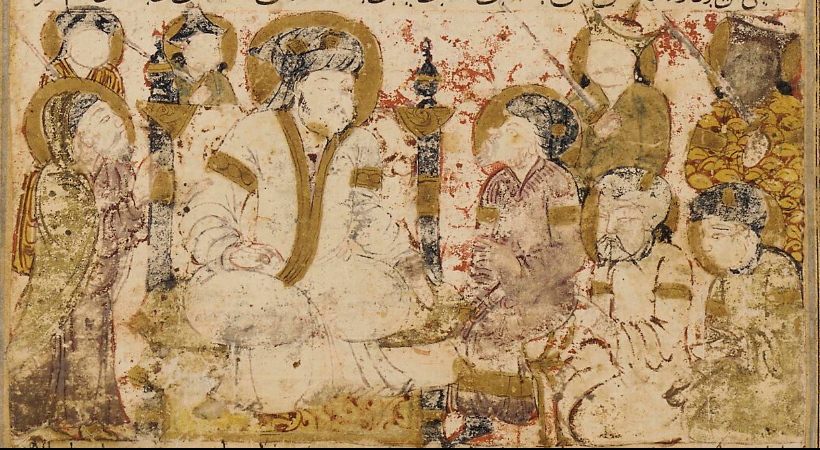
نسخة من كتاب تاريخ نامه لمحمد بلعمي (نسخة من أوائل القرن الرابع عشر)، يُصور الخليفة العباسي أبو العباس السفاح (حكم من 750 إلى 754) وهو يتلقى البيعة في الكوفة

## طالع أيضًا
- خطبة وسكة
- خلعة
- انتخاب علي للخلافة